# Jamides ruruturi
Jamides ruruturi är en fjärilsart som beskrevs av Riley 1929. Jamides ruruturi ingår i släktet Jamides och familjen juvelvingar. Inga underarter finns listade i Catalogue of Life.